# Rivière Aulneuse
Pour les articles homonymes, voir Aulne (homonymie).
La rivière Aulneuse est un affluent de la rive sud du fleuve Saint-Laurent. Cette rivière coule dans les municipalités de Saint-Apollinaire et la ville de Lévis (secteur Saint-Nicolas), dans la région administrative du Chaudière-Appalaches, au Québec, au Canada.

## Géographie
Les principaux bassins versants voisins de la rivière Aulneuse sont :
- Côté nord : fleuve Saint-Laurent ;
- Côté est : ruisseau des Prairies, rivière Chaudière, rivière Beaurivage ;
- Côté sud : rivière Beaurivage, rivière du Loup (rivière aux Pins) ;
- Côté ouest : ruisseau Rondeau, ruisseau Bourret, ruisseau Bois Franc, rivière Huron (rivière du Chêne), fleuve Saint-Laurent.

La rivière Aulneuse prend sa source en zone agricole et forestière à 2,8 km à l'ouest du hameau Lac-du-Sacré-Cœur de Saint-Apollinaire, à 3,8 km au sud-est du village de Saint-Apollinaire et à 4,1 km au nord-ouest du centre du village de Saint-Agapit. Cette zone est située du côté ouest de la route 273.
La rivière Aulneuse coule sur 26,2 km, répartis selon les segments suivants :
À partir de sa zone de tête, la rivière Aulneuse coule sur :
- 3,4 km vers l'est, jusqu'au pont du hameau Lac-du-Sacré-Cœur ;
- 3,5 km vers le nord-est, jusqu'à la limite entre les municipalités de Saint-Apollinaire et Saint-Étienne-de-Lauzon ;
- 1,6 km vers le nord-ouest, jusqu'à la même limite intermunicipale ;
- 1,4 km vers le nord-ouest, en coupant la route du rang de Gaspé, jusqu'à la limite municipale de Saint-Étienne-de-Lauzon et de Lévis (secteur Saint-Nicolas) ;
- 3,0 km vers le nord-est, dans Lévis (secteur Saint-Nicolas), jusqu'à l'autoroute 20 ;
- 12,9 km vers le nord-est, jusqu'à la route 132, dans Lévis (secteur Saint-Nicolas) ;
- 0,4 km vers le nord, jusqu'à sa confluence.

Après avoir traversé la chute chez Desrochers, la rivière Aulneuse se déverse sur les battures de l'Anse Ross, sur la rive sud de l'estuaire fluvial du Saint-Laurent, du côté est du village de Saint-Nicolas dans la ville de Lévis et à l'ouest du hameau La Citrouille. Sa conflence est située à l'ouest de la confluence de la rivière Chaudière.

## Toponymie
L'origine de ce toponyme est associé aux aulnes qui constituent un arbre poussant le long de ses rives. Cette plante prospère surtout dans des sols humides ou bien arrosés.
Le toponyme de ce cours d'eau existe depuis au moins depuis la fin du XVIIe siècle alors que les premiers colons s'établissent dans le secteur actuel de Saint-Nicolas. Au XVIIIe siècle, les Abénaquis vennaient passer l'été près de sa confluence. Au début du XIXe siècle, les aménagements à l'embouchure de ce cours d'eau favorisent l'implantation des chantiers Ross voués essentiellement à la foresterie ; leurs activités cessèrent vers 1889.
La rivière Aulneuse a été désignée selon plusieurs toponymes. Un plan seigneurial de 1815 et une carte de l'hydrographe Bayfield (1859) lui attribuent l'appellation anglaise de "Gaspé River". Des documents cartographiques ou autres datant de 1925, de 1937, de 1953 et de 1966, indiquent le nom de Rivière Auneuse. D'autres sources montrent Rivière des Aunes (1912), Rivière aux Neux (1916), Rivière aux Nœuds (1918), Rivière Noailles (1976), Rivière Rouard (1918), Rivière Rouër (1918), Rivière Vicontent (1846, 1915 et 1937).
Le toponyme « Rivière Aulneuse » a été officialisé le 9 mars 1988 à la Commission de toponymie du Québec.